# جونيور جونسون
جونيور جونسون (بالإنجليزية: Junior Johnson)‏ هو سائق سباق أمريكي، ولد في 28 يونيو 1931 في ويلكسبورو في الولايات المتحدة.

## وصلات خارجية
- جونيور جونسون على موقع Racing-Reference.info (الإنجليزية)
- جونيور جونسون على موقع DriverDB.com (الإنجليزية)
- جونيور جونسون على موقع قاعة كارولاينا الشمالية للمشاهير الرياضية (الإنجليزية)
- جونيور جونسون على موقع IMDb (الإنجليزية)
- جونيور جونسون على موقع الموسوعة البريطانية (الإنجليزية)
- جونيور جونسون على موقع قاعدة بيانات الفيلم (الإنجليزية)